# تازی فنلاندی
تازی فنلاندی (به انگلیسی: Finnish Hound)، نام یکی از نژادهای سگ است که خاستگاه آن به فنلاند بازمی‌گردد.